# Athamanta densa
Athamanta densa är en växtart i släktet Athamanta och familjen flockblommiga växter. Den beskrevs av Pierre Edmond Boissier och Theodoros Georgios Orphanides 1856.
Athamanta densa är en perenn art som förekommer i södra Albanien och centrala Grekland.